# Toutencourt
Toutencourt – miejscowość i gmina we Francji, w regionie Hauts-de-France, w departamencie Somma.
Według danych na rok 1990 gminę zamieszkiwały 484 osoby, a gęstość zaludnienia wynosiła 34 osoby/km² (wśród 2293 gmin Pikardii Toutencourt plasuje się na 546. miejscu pod względem liczby ludności, natomiast pod względem powierzchni na miejscu 223.).